# Funció de Struve

Gràfica de per a

En matemàtiques, les funcions de Struve, denotat com Hα(x), són solucions y(x) de l'equació diferencial no homogènia de Bessel:
{\displaystyle x^{2}{\frac {d^{2}y}{dx^{2}}}+x{\frac {dy}{dx}}+\left(x^{2}-\alpha ^{2}\right)y={\frac {4\left({\frac {x}{2}}\right)^{\alpha +1}}{{\sqrt {\pi }}\Gamma \left(\alpha +{\frac {1}{2}}\right)}}}
presentat per Hermann Struve (1882). El nombre complex α és l'ordre de la funció Struve i és sovint un enter. Les funcions de Struve modificades, denotades com Lα(x), són iguals a −ie−iαπ / 2Hα(ix).

## Definició
Atès que es tracta d'una equació no homogènia, les solucions es poden construir a partir d'una única solució particular afegint les solucions del problema homogeni. En aquest cas, les solucions homogènies són les funcions de Bessel, i la solució particular es pot triar com la funció Struve corresponent.

### Desenvolupament en sèries de potències
Les funcions de Struve, denotades com Hα(z), tenen la forma en sèrie de potències
{\displaystyle \mathbf {H} _{\alpha }(z)=\sum _{m=0}^{\infty }{\frac {(-1)^{m}}{\Gamma \left(m+{\frac {3}{2}}\right)\Gamma \left(m+\alpha +{\frac {3}{2}}\right)}}\left({\frac {z}{2}}\right)^{2m+\alpha +1},}
on Γ(z) és la funció gamma.
Les funcions de Struve modificades, denotades com Lν(z), tenen la següent forma en de sèrie de potències
{\displaystyle \mathbf {L} _{\nu }(z)=\left({\frac {z}{2}}\right)^{\nu +1}\sum _{k=0}^{\infty }{\frac {1}{\Gamma \left({\frac {3}{2}}+k\right)\Gamma \left({\frac {3}{2}}+k+\nu \right)}}\left({\frac {z}{2}}\right)^{2k}.}

### Forma integral
Una altra definició de la funció Struve, per als valors de α satisfent Re(α) > − 12, és possible utilitzant una representació integral:
{\displaystyle \mathbf {H} _{\alpha }(x)={\frac {2\left({\frac {x}{2}}\right)^{\alpha }}{{\sqrt {\pi }}\Gamma \left(\alpha +{\frac {1}{2}}\right)}}\int _{0}^{\frac {\pi }{2}}\sin(x\cos \tau )\sin ^{2\alpha }(\tau )\,d\tau .}

## Altres formes
Per a x petit, el desenvolupament en sèries de potències es dona en l'apartat anterior.
Per a x grans, s'obté:
{\displaystyle \mathbf {H} _{\alpha }(x)-Y_{\alpha }(x)={\frac {\left({\frac {x}{2}}\right)^{\alpha -1}}{{\sqrt {\pi }}\Gamma \left(\alpha +{\frac {1}{2}}\right)}}+O\left(\left({\tfrac {x}{2}}\right)^{\alpha -3}\right),}
on Yα(x) és la funció de Neumann.

## Propietats
Les funcions de Struve satisfan les següents relacions de recurrència:
{\displaystyle {\begin{aligned}\mathbf {H} _{\alpha -1}(x)+\mathbf {H} _{\alpha +1}(x)&={\frac {2\alpha }{x}}\mathbf {H} _{\alpha }(x)+{\frac {\left({\frac {x}{2}}\right)^{\alpha }}{{\sqrt {\pi }}\Gamma \left(\alpha +{\frac {3}{2}}\right)}},\\\mathbf {H} _{\alpha -1}(x)-\mathbf {H} _{\alpha +1}(x)&=2{\frac {d}{dx}}\left(\mathbf {H} _{\alpha }(x)\right)-{\frac {\left({\frac {x}{2}}\right)^{\alpha }}{{\sqrt {\pi }}\Gamma \left(\alpha +{\frac {3}{2}}\right)}}.\end{aligned}}}

## Relació amb altres funcions
Les funcions de Struve de l'ordre enter es poden expressar en funció de les funcions de Weber En i viceversa; si n és un enter no-negatiu llavors
{\displaystyle {\begin{aligned}\mathbf {E} _{n}(z)&={\frac {1}{\pi }}\sum _{k=0}^{\left\lfloor {\frac {n-1}{2}}\right\rfloor }{\frac {\Gamma \left(k+{\frac {1}{2}}\right)\left({\frac {z}{2}}\right)^{n-2k-1}}{\Gamma \left(n-k+{\frac {1}{2}}\right)}}-\mathbf {H} _{n}(z),\\\mathbf {E} _{-n}(z)&={\frac {(-1)^{n+1}}{\pi }}\sum _{k=0}^{\left\lfloor {\frac {n-1}{2}}\right\rfloor }{\frac {\Gamma (n-k-{\frac {1}{2}})\left({\frac {z}{2}}\right)^{-n+2k+1}}{\Gamma \left(k+{\frac {3}{2}}\right)}}-\mathbf {H} _{-n}(z).\end{aligned}}}
Funcions de Struve d'ordre n + 12, on n és un enter, es pot expressar en termes de funcions elementals. En particular, si n és un enter no-negatiu, llavors
{\displaystyle \mathbf {H} _{-n-{\frac {1}{2}}}(z)=(-1)^{n}J_{n+{\frac {1}{2}}}(z),}
on el costat dret és una funció esfèrica de Bessel.
Les funcions de Struve (de qualsevol ordre) es poden expressar en termes de la funció hipergeomètrica generalitzada 1F₂ (que no és la funció hipergeomètrica de Gauss ₂F1):
{\displaystyle \mathbf {H} _{\alpha }(z)={\frac {z^{\alpha +1}}{2^{\alpha }{\sqrt {\pi }}\Gamma \left(\alpha +{\tfrac {3}{2}}\right)}}{}_{1}F_{2}\left(1,{\tfrac {3}{2}},\alpha +{\tfrac {3}{2}},-{\tfrac {z^{2}}{4}}\right).}